# Kumáradzsíva
Kumáradzsíva (kínai: 鳩摩羅什, pinjin: Csiu-mo-luo-si, 344–413) buddhista szerzetes, tudós és fordító volt a Kucsa királyságban. Először szarvásztiváda iskolában tanult, majd egy Buddhaszvámin nevű szerzetestől, végül pedig a mahájána buddhizmus mellett kötelezte el magát, és Nágárdzsuna madhjamaka tanait hirdette.
Kumáradzsíva a kínai Csangan városában telepedett le a Tizenhat királyság korában. Leginkább a magas színvonalú buddhista fordításairól ismert, amelyeket szanszkrit nyelvről fordított le kínaira az élete második felében.

## Élete

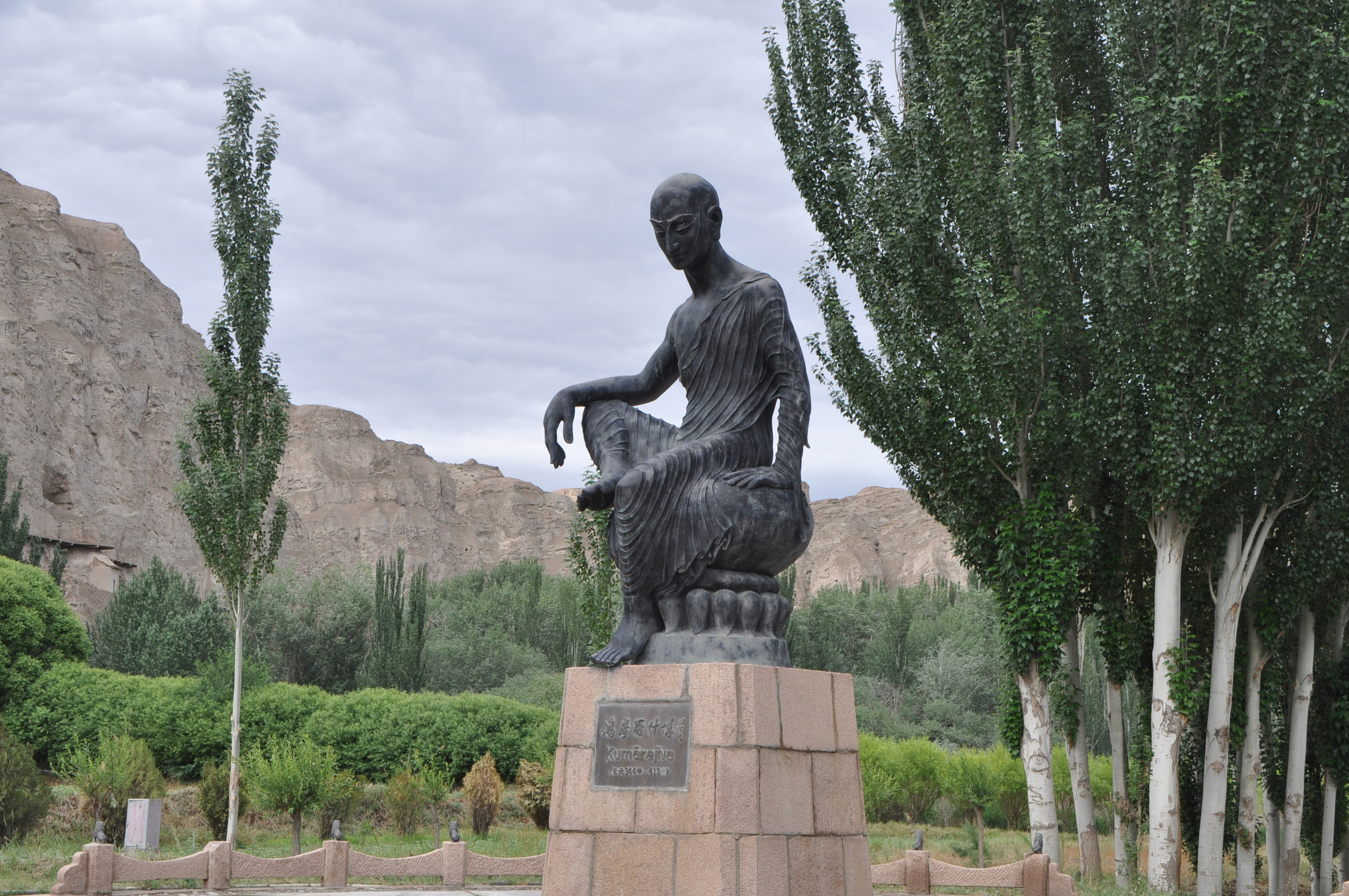
Kumáradzsíva szobra a hszincsiangi Kizil-barlangoknál

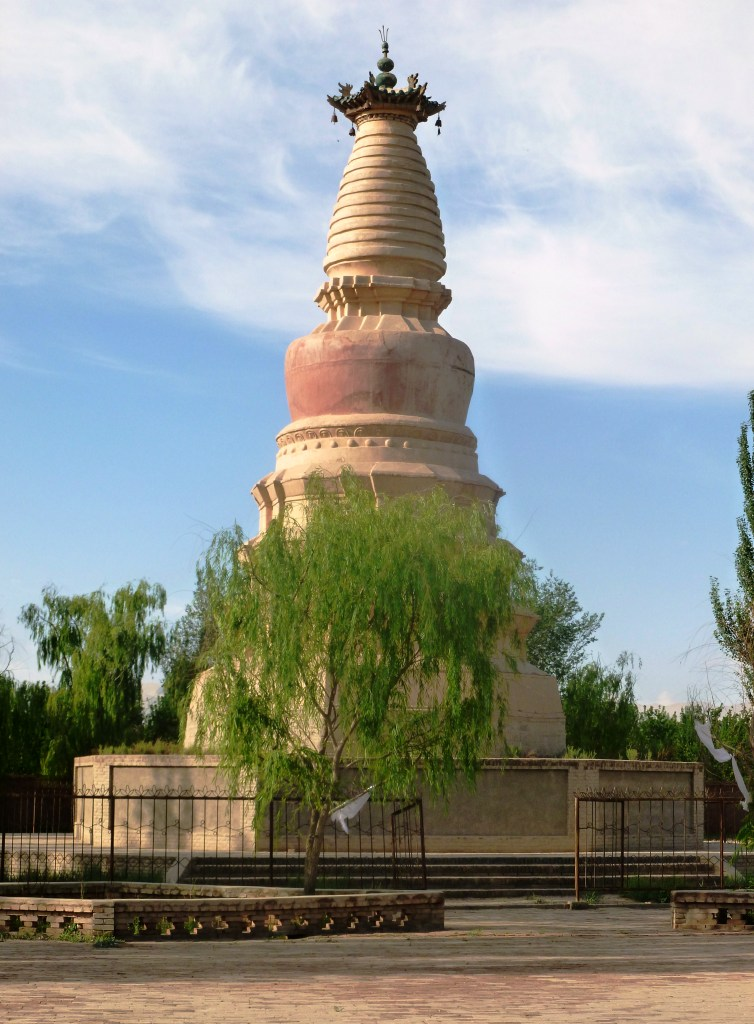
A fehér ló emléke, amely Kumáradzsíva szövegeit cipelte, Fehér Ló pagoda, Tunhuang

### Származása és a kezdetek
Kumáradzsíva apja, Kumárájana híres indiai nemesi család sarja Kasmírból, anyja kucsai hercegnő, Dzsívaka, aki nagy hatással volt Kumáradzsíva korai tanulmányaira. Apja elhagyta Kasmírt, amikor beállt szerzetesnek és Kucsában királyi egyházi ember vált belőle. A király nővére, Dzsívaka, let Kumárájana felesége. Dzsívaka csatlakozott a Cio-li (Tsio-li) zárda apácáihoz, amikor Kumáradzsíva hétéves volt.
Amire édesanyja zárdába vonult, Kumáradzsíva állítólag már rengeteg szútrát fújt kívülről. Megtanulta az Abhidharmát is, majd kilencévesen elvitte őt édesanyja Kasmírba, hogy jobb oktatást kapjon az ott élő Bandhudatta mestertől. Az ott töltött három év alatt tanulmányozta a Dírgha-ágamát, a Madhjama-ágamát és a Ksudrakát. A Baktrián és Kasgaron át vezető hazaúton egy arhat megjövendölte, hogy Kumáradzsívára fényes jövő vár és sok emberhez eljuttatja a buddhizmust. Kumáradzsíva egy évig Kasgarban maradt és a szarvásztiváda Abhidharma-pitakát és brahmin védikus szent szövegeket tanulmányozott. Ebben az időben főleg ágamákat és szarvásztiváda tanokat tanult.
Kumáradzsíva 12 éves korában a királyság északkeleti részében található Turpán városába került, ahol több mint 10 000 szerzetes élt. Ekkoriban találkozott egy Szurjaszoma nevű buddhista mesterrel, aki bevezette őt a mahájána szútrákba. Kumáradzsíva áttért a mahájána irányzatra és Nágárdzsuna szövegeit kezdte tanulmányozni. Kumáradzsíva neve gyorsan elterjedt, amikor Turpanban legyőzött egy nem buddhista tanítót vitázásban, és a király maga jött el Kumáradzsíváért, hogy magával hívja az udvarába. A király lányának tanítója lett, aki később maga is beállt apácának. Kumáradzsíva 20 évesen elnyerte a teljes jogú szerzetesi címet és a király által újonnan épített kolostorban élt. Előszeretettel vett részt tudományos vitákban és külföldi szerzetesekkel is dialógust folytatott.

### Viszontagságos évek
379-ben Kumáradzsíva hírneve elért Kínába, ugyanis egy Szeng Csun (Seng Jun) nevű Kucsába ellátogató kínai szerzetes beszámolt Kumáradzsíva képességeiről Fu Csian (Fu Jian) császárnak, aki elrendelte, hogy hozzák el Kumáradzsívát az udvarába, Csanganba. Ennek érdekében a császár egyik tábornoka, Lu Kuang (Lu Guang) elindult egy hadsereggel, hogy elfoglalja a Kucsa királyságot és magával hozza Kumáradzsívát. Amikor azonban Fu Csian (Fu Jian) serege vereséget szenvedett a Kucsa fővárosban, akkor Lu Kuang (Lu Guang) tábornok kikiáltotta saját országát és hadúrként lépett az állam élére 386-ban. Elfogta az akkor negyvenéves Kumáradzsívát és bebörtönözte. Váltságdíj reményében éveken át tartotta fogva Kumáradzsívát. Kumáradzsíva feltehetően ebben az időszakban tanult meg kínaiul. Jao Hszing (Yao Xing) császár hosszú ideig kérlelte hiába a Lu családot, hogy engedjék szabadon Kumáradzsívát és küldjék Csanganba. Ezt követően erőszak erejével győzték le a Lu családot háborúban és sikeresen kiszabadították Kumáradzsívát 401-ben.

### Csanganban
Csanganban bemutatták Kumáradzsívát a császárnak, az udvarnak és a buddhista vezetőknek. A kor buddhista köreiben azonnal magas pozícióba került és a "Nemzet Tanítója" cím is az övé lett. A császár közvetlen tanítója is volt, akinek a kérésére Kumáradzsíva fordítóirodát vezetett, amely révén rengeteg tanítás juttathatott el a kínai emberekhez. Kumáradzsíva nagy hatással volt a császárra, aki onnantól kezdve kegyesebben bánt ellenségeivel is. A birodalom területén óriási építési munkákat hajtottak végre, megnövekedett a buddhista templomok száma és a kínai lakosság 90%-a a buddhizmust gyakorolta.